# Zarona bradamante
Zarona bradamante är en fjärilsart som beskrevs av De Nicéville 1890. Zarona bradamante ingår i släktet Zarona och familjen juvelvingar. Inga underarter finns listade i Catalogue of Life.